# Cena Dannieho Heinemana za astrofyziku
Cena Dannieho Heinemana za astrofyziku, anglicky Dannie Heineman Prize for Astrophysics, je ocenění udělované každý rok Americkou astronomickou společností a Americkým ústavem fyziky za úspěchy v oblasti astrofyziky. Je pojmenováno po Danniem M. Heinemanovi, americkém inženýrovi belgického původu.

## Nositelé
- 1980 Joseph Hooton Taylor Jr.
- 1981 Riccardo Giacconi
- 1982 James Peebles
- 1983 Irwin I. Shapiro
- 1984 Martin Rees
- 1985 Sandra M. Faber
- 1986 Hyron Spinrad
- 1987 David L. Lambert
- 1988 James E. Gunn
- 1989 Carl E. Heiles
- 1990 Richard McCray
- 1991 Wallace Sargent
- 1992 Bohdan Paczynski
- 1993 John C. Mather
- 1994 John N. Bahcall
- 1995 Jerry E. Nelson
- 1996 Roger A. Chevalier
- 1997 Scott D. Tremaine
- 1998 Roger D. Blandford
- 1999 Kenneth C. Freeman
- 2000 Frank H. Shu
- 2001 Bruce G. Elmegreen
- 2002 J. Richard Bond
- 2003 Rashid Sunyaev
- 2004 Bruce T. Draine
- 2005 George Efstathiou, Simon White
- 2006 Marc Davis
- 2007 Robert Kennicutt
- 2008 Andrew C. Fabian
- 2009 Lennox L. Cowie
- 2010 Edward Kolb, Michael S. Turner
- 2011 Robert P. Kirshner
- 2012 Chryssa Kouveliotou
- 2013 Rachel Somerville
- 2014 Piero Madau
- 2015 David Spergel
- 2016 Wendy Freedman
- 2017 Lars Bildsten